# Бібліотека імені Віктора Некрасова
Бібліотека імені Віктора Некрасова Подільського району м.Києва.

## Адреса
04071 м.Київ вулиця Ярославська, 32 / вулиця Волоська, 33

## Характеристика
Площа приміщення бібліотеки — 126,6 м², бібліотечний фонд — 21240 примірників. Щорічно обслуговує 3,2 тис. користувачів, кількість відвідувань за рік — 16,0 тис., документовидач — 68,6 тис. примірників.

## Історія бібліотеки
Відкрита у вересні 1975 року. У 1997 році присвоєно ім'я письменника-правозахисника Віктора Платоновича Некрасова.
За досить короткий час з дня присвоєння бібліотеці імені Віктора Некрасова працівниками бібліотеки проведена копітка робота по виявленню й налагодженню зв'язків з друзями й знайомими письменника, зібрані і систематизовані матеріали про його життя й творчість, створена повна бібліографія видань письменника та літератури про нього. Тут систематично проводяться зустрічі з друзями та шанувальниками творчості письменника, презентації книг про Віктора Некрасова.
Ведеться картотека «В. Некрасов: портрет життя».
Надаються послуги внутрісистемного книгообміну та міжбібліотечного абонементу.